# Oleg Mamaïev
Oleg Ivanovitch Mamaïev (en russe : Олег Иванович Мамаев), né le 7 novembre 1925 à Moscou et mort le 28 août 1994 à Korolev (à l'époque Kaliningrad), est un océanographe russe, professeur et chef du département d'océanologie de l'Université d'État de Moscou.

## Biographie
Fils d'Ivan Kirillovitch Mamaïev (1895–1938) et de Raïssa Moïsseïevna Mamaïeva (1900–1982), il est diplômé de l'école secondaire de Moscou en 1941 et étudie en 1941-1942 au département de navigation de l'école technique fluviale où il effectue des travaux sur la Moskova. Après son service militaire (1942-1946) durant lequel il participe à la guerre contre le Japon en Extrême-Orient, il étudie la géographie à l'Université d'État de Moscou (1948-1950), puis travaille dès 1950 comme assistant océanographe dans deux expéditions de l' Institut des pêches et de l'océanographie en mer d'Azov et en mer Noire. De 1950 à 1953, il se spécialise en océanologie à l'Université et prend part à des expéditions en mer Baltique et en mer du Nord. Il obtient son diplôme d'océanographe en 1953.
En 1958, il soutient sa thèse sur la Surface dynamique sans mouvement de l'océan mondial. Il exerce comme professeur adjoint du Département d'océanologie à la Faculté de géographie de l'Université d’état de Moscou de 1962 à 1969 puis comme secrétaire scientifique de la section hydrométéorologique du Conseil académique de la Faculté (1965-1969).
Il soutient en 1966 une thèse sur la Base de l'analyse TS des eaux océaniques mondiales pour un diplôme de docteur en sciences géographiques et est chercheur principal de travaux scientifiques sous contrat avec l'Institut d'acoustique de 1966 à 1969.
Il prend part en 1968 à une expédition de l'Institut des pêches et de l'océanographie de l'océan Pacifique, exerce de 1969 à 1977 comme assistant de la Commission océanographique intergouvernementale et secrétaire des programmes régionaux au Secrétariat de l'UNESCO à Paris. En 1978, il est nommé Professeur du Département d'océanologie à l'Université d'état de Moscou.
Membre de la Commission sur les problèmes de l'océan mondial de l'Académie des sciences de l'URSS (1978-1994), il en est le Vice-président de la section Physique et chimie de 1979 à 1989.
Président du Groupe de travail de l'Académie des sciences de l'URSS sur les tables et les normes océanographiques relevant de la Commission des problèmes de l'océan mondial (1979-1990), membre du Conseil d'experts du Comité d'attestation de toute l'Union sur les sciences de la Terre (1979-1985), il est de 1980 à 1992 le coordinateur national soviétique sur les questions de formation d'experts, d'enseignement dans le domaine des sciences de la mer auprès des organismes mondiaux.
Membre du Conseil académique du Comité d'État pour la science et la technologie sur le Programme océanique mondial (1980-1991), Président du Conseil hydrométéorologique spécialisé de l'Université d'État de Moscou (1981-1986), il est en 1986 le Président et organisateur de la première réunion du comité de rédaction conjoint des organismes mondiaux tel l'UNESCO sur le nouveau manuel international de « Traitement des données des stations océanographiques »,.
Chef du Département d'océanologie à l'Université d'état de Moscou (1987-1994), membre du Conseil académique de la Faculté de géographie, membre du comité de rédaction du magazine Oceanology (1991-1994), il exerce en 1992 à la Science Applications International Corporation de Seattle, à l'Université de Washington, à l'Institut d'océanographie Scripps, à La Jolla ainsi qu'à l'Université de Colombie-Britannique à Vancouver au Canada.
Membre du Comité océanographique national de la fédération de Russie (1992-1994), il est nommé en 1993 coordonnateur national pour le programme de formation et d'enseignement en sciences de la mer (TREDMAR) à la Division des sciences de la mer de l'UNESCO.
Il meurt le 28 août 1994.

## Publications
- (ru) Динамический метод вычисления элементов морских течений (Méthode dynamique de calcul des éléments de courants marins), 1956, avec Nikolaï Nikolaïevitch Zoubov
- Нулевая динамическая поверхность мирового океана: Под ред. А.Д. Добровольского, Изд-во Московского университета,‎ 1962 (lire en ligne)
- Т, С-анализ вод Мирового океана, Gidrometeoizdat,‎ 1970 (lire en ligne)
- Temperature-salinity Analysis of World Ocean Waters, Elsevier Scientific Publishing, 1975 (ISBN 978-0-444-41251-5, lire en ligne)
- Joint Panel on Oceanographic Tables and Standards, Processing of Oceanographic Station Data, Unesco Press, 1991 (ISBN 978-92-3-102756-7, lire en ligne )
- Abyssal Ocean Waters, Moscow State University, 1992 (lire en ligne)